# Meir Dagan
Meir Dagán (en hebreo: מאיר דגן Novosibirsk, 30 de enero de 1945-17 de marzo de 2016)fue un oficial militar israelí y director del Mossad entre los años 2002-2011. Nació con el nombre Meir Huberman en la antigua Unión Soviética, hijo de padres provenientes de Polonia que habían huido a la URSS varios años antes de la llegada de los nazis. Su abuelo materno, Ber Erlich (Slushni), fue asesinado en el Holocausto. Durante sus años como jefe del Mossad, Dagán mantuvo una foto famosa en su oficina en la que se veía a su abuelo montando a otro judío como un acto de humillación poco antes de que los soldados nazis lo ejecutaran. Dagán y su familia emigraron a Israel en 1950 y se establecieron en Bat Yam, una ciudad costera al sur de Tel Aviv. 
En 1963, Dagán se alistó en las Fuerzas de Defensa de Israel (FDI) comenzó un curso en la brigada Sayeret Matkal pero se retiró y se ofreció como voluntario para la Brigada de Paracaidistas donde realizó un curso de formación como combatiente y posteriormente realizó un curso de oficial de infantería. Dagán participó en operaciones contra-terroristas en el sur de las montañas de Hebrón y fue dado de baja del servicio regular en noviembre de 1966 con el grado de teniente. 
En Guerra de los Seis Días de 1967, comandó, como reservista, una compañía que luchó en el Sinaí, y después de que participó en los combates y la conquista de las Alturas del Golán. Después de la guerra, regresó al servicio permanente en las FDI y se desempeñó como oficial de operaciones en la zona de Al Arish.
En 1970 el Jefe del Comando Sur, Ariel Sharon, le encomendó la creación de la "Unidad Rimon", Una unidad especial cuyo trabajo era luchar contra el terrorismo palestino en la Franja de Gaza. Fue la precursora de otras unidades de elite de las FDI Mistaravim que se formaron en la década de 1980 como Sayeret Shimshon y Sayeret Duvdevan. Esta última unidad es la única de su tipo que en la actualidad sigue en funcionamiento. 
En febrero de 1970, Dagan resultó herido en ambas piernas después de que el jeep en el que viajaba golpeara una mina en la Franja de Gaza y estuvo hospitalizado durante unos seis meses. Durante este tiempo se casó con su novia, Bina. Regresó a su unidad con la pierna aún vendada. En enero de 1971, dirigió una patrulla montada entre el campo de refugiados de Jabalya y la ciudad de Gaza. Cuando vio a dos terroristas en un taxi. Uno de los terroristas sacó una granada y estaba a punto de arrojarla a la fuerza. Dagan saltó del vehículo y atacó al terrorista, advirtiendo a sus subordinados. Después de una corta lucha logró tomar el control del terrorista y evitar que la granada explotara. Por este acto fue galardonado con la Medalla al Valor en el 1971. 
En la Guerra de Yom Kipur, en Octubre de 1973, sirvió en el Comando Sur en una unidad especial de reconocimiento en la división de Ariel Sharón. La fuerza incluía oficiales y combatientes de reserva y permanentes, la mayoría de ellos veteranos del Regimiento Shaked y paracaidistas. 
Durante la Guerra del Líbano de 1982, Dagán comandó la Brigada Blindada Barak, y después sirvió como comandante de la unidad israelí de enlace con el Líbano. Estableció el Ejército del Sur del Líbano (SLA) basado en el Ejército del Líbano Libre, bajo el mando del Mayor Saad Haddad, bajo un acuerdo con el gobierno libanés. Fue el responsable de todas las relaciones y el tratamiento de las cuestiones libanesas, desde los distintos grupos étnicos, hasta el enlace y la coordinación con las distintas facciones. Como comandante de esta unidad Dagán aprendió de la Unidad 504, una unidad de inteligencia israelí, que opera los agentes encubiertos, y fundó una unidad similar en el Líbano. Estableció una organización similar de recolección y manejo de agentes de inteligencia. Más tarde fue nombrado comandante de la Unidad Volcán (División 36). En 1991 fue nombrado asesor del jefe de gabinete en materia de terrorismo. Jefe de Operaciones en el Estado Mayor, con el rango de general de brigada. En 1993 fue nombrado asistente del jefe de operaciones con el rango de coronel.  
En 1995, Dagán se retiró de las FDI. Un año más tarde, se le pidió para regresar al servicio público por el entonces Primer Ministro de Israel, Shimon Peres. Fue agregado al Comité Anti-terrorista comandado por el Jefe del Servicio de Seguridad Nacional (Shabak) Ami Ayalón. Cuando Ayalón recibió el cargo de jefe del Shabak, Dagán se convirtió en jefe del Shabak. Con la elección de Benjamin Netanyahu como Primer Ministro (mediados de 1996), Dagán se desempeñó por primera vez como Jefe de Estado Mayor. Sirvió en el puesto hasta mediados de 1999, cuando también sirvió en la reserva como comandante del Comando Norte del FDI. 
Dagán fue nombrado Director del Mossad por el Primer Ministro Ariel Sharón en agosto de 2002, en sustitución saliente Director Ephraim Halevy. Él fue confirmado hasta el final de 2008 por el Primer Ministro Ehud Olmert, en febrero de 2007 y en junio de 2008 Olmert amplió de nuevo su mandato hasta el final de 2009. Dagán desarrolló una estrategia innovadora para combatir el terrorismo dirigido contra Israel y objetivos judíos, según la cual los perpetradores del terrorismo serán privados del oxígeno que los impulsa dinero.
Fuentes de dinero que fluyen a través instituciones financieras y bancos. La inteligencia la proporciona una unidad secreta creada por Dagán y su función era localizar y marcar el 'bolsillo' del enemigo o sea sus fuentes de financiamiento. La campaña económico-legal estaba liderada por una organización civil, Shurat HaDin encabezada por la abogada Nitzana Darshan-Leitner, asesora secreta de Dagán, quien a veces trabaja por iniciativa propia y otras con la orientación y con la ayuda de información transmitida desde agencias de seguridad y otras instituciones estatales.
El 6 de enero de 2011, Dagán terminó su mandato y recibió muchos elogios por las actividades del Mossad durante su mandato. Después de su retiro, estimó que Irán no alcanzaría la capacidad nuclear antes de 2015.
Descartó con vehemencia la posibilidad de que Israel ataque a Irán para evitar que adquiera capacidad nuclear.
A Dagán también se le atribuyó la obtención de inteligencia para la destrucción del reactor nuclear sirio en 2007 y el apoyo al ataque, con el consiguiente retraso en el programa nuclear iraní. 
Durante su servicio militar Dagán fue herido dos veces, y también ganó una condecoración por su servicio. Dagán tiene un B.A en Ciencias Políticas de la Universidad de Haifa.
Tras su retiro, fue nombrado por el Ministerio de Transporte como presidente de la Compañía de Puertos de Israel, nombramiento que al final no se materializó.
El 25 de mayo de 2011 fue nombrado presidente de Gulliver Energy, empresa dedicada a la exploración de gas y petróleo en el Mediterráneo.
En 2012 se le diagnosticó un cáncer de hígado y con la ayuda del presidente del Estado de Israel, dos primeros ministros y personalidades de Israel comenzaron la búsqueda para un país donde lo sometieran a un trasplante de hígado.
Finalmente se sometió a un trasplante de hígado en Bielorrusia gracias a la intervención del presidente Alexander Lukashenko.
El 17 de marzo de 2016, Dagán murió en el Hospital Ichilov de Tel Aviv, después de una larga batalla contra el cáncer, a la edad de 71 años. Dejó una esposa y tres hijos. Fue enterrado en el cementerio militar de Rosh Piná.
Su familia aceptó donar sus órganos para trasplantes y dos córneas de sus ojos fueron trasplantados a dos israelíes.